# Молотилов Володимир Борисович
Володимир Борисович Молотилов (* 1973, Тюмень, Росія) — російський письменник-фантаст. Публікується під псевдонімом «Владимир Молотов». 
Народився у 1973 році в Тюмені. Навчався спочатку у Красноярському інституті космічної техніки, згодом закінчив Тюменський державний нафтогазовий університет. 
Служив на Північноморському гарнізоні збройних сил РФ. Працював інженером на заводі, менеджером по рекламі, кіномеханіком, журналістом. Наразі - спеціаліст з торгового устаткування в Тюмені.  
Серйозно розпочав займатися літературою з 2006 року. Публікувався в журналах та збірниках «Порог», «Техника — молодёжи», «Очевидное и невероятное», «Уральский следопыт», «Шалтай Болтай», «Полдень XXI век», «Аэлита». 
У 2011 році у видавництві «АСТ» вийшла друком книга Молотилова «Урал атакує». Наступного року той самий роман був перевиданий видавництвом «Астрель». 

### романи
- «Урал атакує» (рос. - «Урал атакует») - 2011

- «Візити до СРСР» (рос. - «Визиты в СССР») - 2013

### повісті й оповідання
- «Місія або Пригоди провінціала в Ст.-Петербурзі» (рос. - «Миссия или Приключения провинциала в Ст.-Петербурге») - 2007

- «Угода» (рос. - «Сделка») - 2007

- «Сузір'я великого пса» (рос. - «Созвездие большого пса») - 2007

- «Відьма з вулиці Леніна» (рос. - «Ведьма с улицы Ленина») - 2008

- «Місто дитинства» (рос. - «Город детства») - 2009

- «Сірники» (рос. - «Спички») - 2009

- «Чемпіон Всесвіту» (рос. - «Чемпион Вселенной») - 2009

- «Вакансія генія» (рос. - «Вакансия гения») - 2010

- «Останній з каменярів» (рос. - «Последний из каменщиков») - 2010, написано під справжнім прізвищем

- «Сортир» (рос. - «Сортир») - 2010

- «Хроніка пікіруючого бомбардувальника» (рос. - «Хроника пикирующего бомбардировщика») - 2010

- «Сміттяр» (рос. - «Мусорщик») - 2011

- «Операція "Башта"» (рос. - «Операция "Башня"») - 2011

- «Шлях Бло» (рос. - «Путь Бло») - 2011

- «Те, що навколо» (рос. - «То, что вокруг») - 2011

- «Той, що бачить» (рос. - «Видящий») - 2012

- «Спадок капітана» (рос. - «Наследие капитана») - 2012

- «Відпустка з підопічною» (рос. - «Отпуск с подопечной») - 2012

- «Послання нащадкам» (рос. - «Послание потомкам ») - 2012

- «Продавець ідей» (рос. - «Продавец идей») - 2013

- «Якби» (рос. - «Если бы») - 2015

- «Один день Івана Даниловича» (рос. - «Один день Ивана Даниловича») - 2016

- «Важко бути сином бога» (рос. - «Трудно быть сыном бога») - 2016

- «Убивалка» (рос. - «Убивалка») - 2016

- «Кишеньковий олігарх» (рос. - «Карманный олигарх») - 2017

- «Чоловік на годину» (рос. - «Муж на час») - 2018

## П'єси
- «Сортир» (рос. - «Сортир») - 2009